# Berl Lapin
Berl Lapin (geboren 17. Juni 1889 bei Wołkowysk, Russisches Kaiserreich; gestorben 23. November 1952 in New York City) war ein US-amerikanischer Schriftsteller des Jiddischen.

## Leben
Berl Lapin wurde in einem Dorf in der Region Grodno als Sohn eines Müllers geboren. Als er sechzehn Jahre alt war, emigrierte seine Familie nach Argentinien, ab 1909 hielt er sich in den USA und Europa auf. Er heiratete 1911, das Paar kehrte 1913 nach Argentinien zurück und ging 1917 endgültig nach New York City.
Seinen ersten Gedichtband Umetige Vegn schrieb Lapin 1910 unter dem Einfluss von Chaim Zhitlowsky, bei dem er als Sekretär gearbeitet hatte und in dessen Zeitschrift Dos naje Leben publizierte. Er zählte zur jiddischen Literatengruppe Di Yunge. Er war an mehreren kurzlebigen literarischen Zeitschriften beteiligt, so schrieb er Gedichte für
Shriftn, 1925 bis 1928 gab er mit B. Y. Bialostotsky und Zishe Weinper die Zeitschrift Oyfkum heraus. Seine Gedichte erschienen auch in Der Tog, Di Tsukunft, Yidisher Kemfer, Yidishe kultur, Zamlbikher und weiteren Zeitschriften. Lapin übersetzte Shakespeares Sonette (postum 1953 erschienen), russische und amerikanische Gedichte ins Jiddische. 1950 erschien seine Gedichtsammlung Der Fuler Krug. Er übersetzte Knut Hamsuns Roman Victoria. Geschichte einer Liebe und Leonid Andrejews Roman Das Leben des Menschen.

## Werke (Auswahl)
- Umetige vegn. Wilna, 1910
- Tseykhns, lider un poemen. New York, 1934
- Naye lider. New York, 1940
- Der fuler krug, lider-zamlung, 1908–1950, 1950

Übersetzungen von Lapins Gedichten in Englische erschienen in
- Samuel J. Imber (Hrsg.): Modern Yiddish Poetry. New York, 1927
- Joseph Leftwich (Hrsg.): The Golden Peacock: An Anthology of Yiddish Poetry. London, 1939